# Aarfeldspitz
Aarfeldspitz (2284 m n. m.) je hora ve Wölzských Taurách na území rakouské spolkové země Štýrsko. Nachází se v hřebeni Hornfeldkamm mezi vrcholy Hornfeldspitze (2277 m) na severozápadě a Narrenspitze (2336 m) na jihovýchodě. Na severovýchodě ji další hřeben spojuje s vrcholem Hochstubofen (2385 m). Jihozápadní svahy hory klesají do doliny Katschtal, východní do závěru údolí potoka Feistritzbach a severní do doliny Winkleralpe. Pod východními svahy se nachází několik bezejmenných jezer.

## Přístup
- po značené turistické cestě č. 9 ze sedla Sölkpass
- po značené turistické cestě č. 9 od chaty Hintere Grießerhütte